# Telefunken
Telefunken foi uma empresa alemã fabricante de rádios,  televisores e componentes eletrotécnicos, fundada em 1903 em Berlim como Gesellschaft für drahtlose Telegraphie m.b.H., System Telefunken.

## História

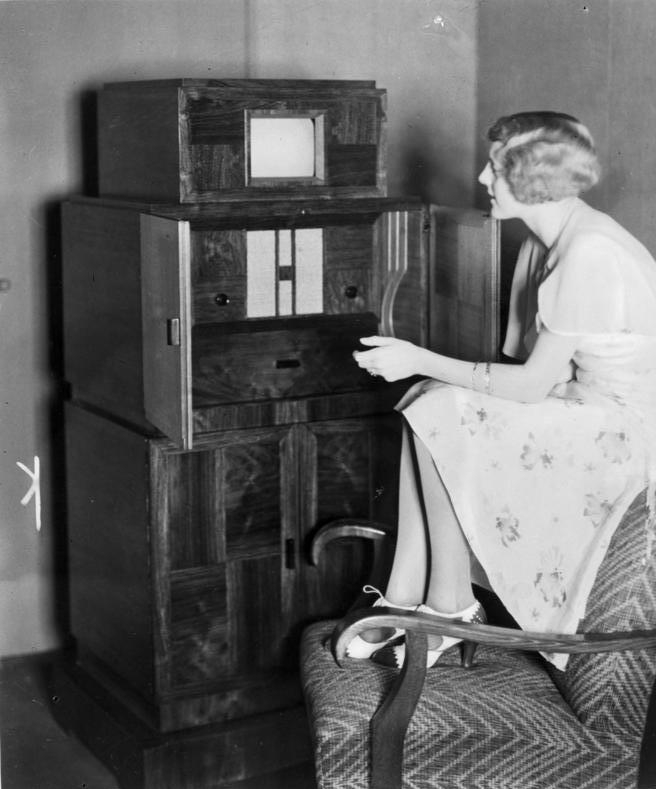
Televisor Telefunken de 1932.

- 27 de maio de 1903: Fundação da Gesellschaft für drahtlose Telegraphie m.b.H., System Telefunken (empreendimento conjunto: 50 % Siemens & Halske e 50 % Allgemeine Elektricitäts-Gesellschaft) por intervenção de Wilhelm II da Alemanha. Fundadores (entre outros): Karl Ferdinand Braun, Georg Graf von Arco e Adolf Slaby.
- 1923 - 1955: Telefunken Gesellschaft für drahtlose Telegraphie m.b.H.
- 1932: Fundação da subsidiária Telefunken-Platte G.m.b.H. (mais tarde Teldec, hoje Warner Music Group), por décadas uma das maiores produtores alemãs de discos de vinil.
- 1955 - 1963: Telefunken GmbH, de 1963 - 1967: Telefunken AG. A empresa emprega 34.600 pessoas.
- 1963 - O engenheiro Walter Bruch fez a primeira demonstração do sistema de televisão analógica em cores PAL.
- 1 de janeiro de 1967: Fusão com AEG como Allgemeine Electricitäts-Gesellschaft AEG-Telefunken (mais tarde, desde 1979: AEG-Telefunken Aktiengesellschaft), com sede em Frankfurt am Main.
- 1970: Início da crise da AEG.
- 1972 - 1982: Várias dissoluções, vendas de subsidiárias e ramos de negócios para - entre outros - a Robert Bosch GmbH, Allianz, Mannesmann e Continental
- 9 de agosto de 1982: Abertura do processo de concordata preventiva da AEG.
- 1985: Aquisição da AEG pela Daimler-Benz AG (hoje Daimler AG).
- 1996: Dissolução da AEG.

Desde 2005 o nome da empresa Telefunken não é mais usado. A marca Telefunken continua sendo usada por empresas não ligadas com a história da Telefunken/AEG (como a empresa estadunidense Telefunken|USA). A licença da marca Telefunken é administrada pela holding alemã Telefunken Holding AG, Berlim, subsidiária da Live Holding AG, que adquiriu os direitos da Daimler AG em dezembro de 2007. Uma das empresas licenciando a marca é a empresa alemã TELEFUNKEN ID Systems.

## Campos de negócios

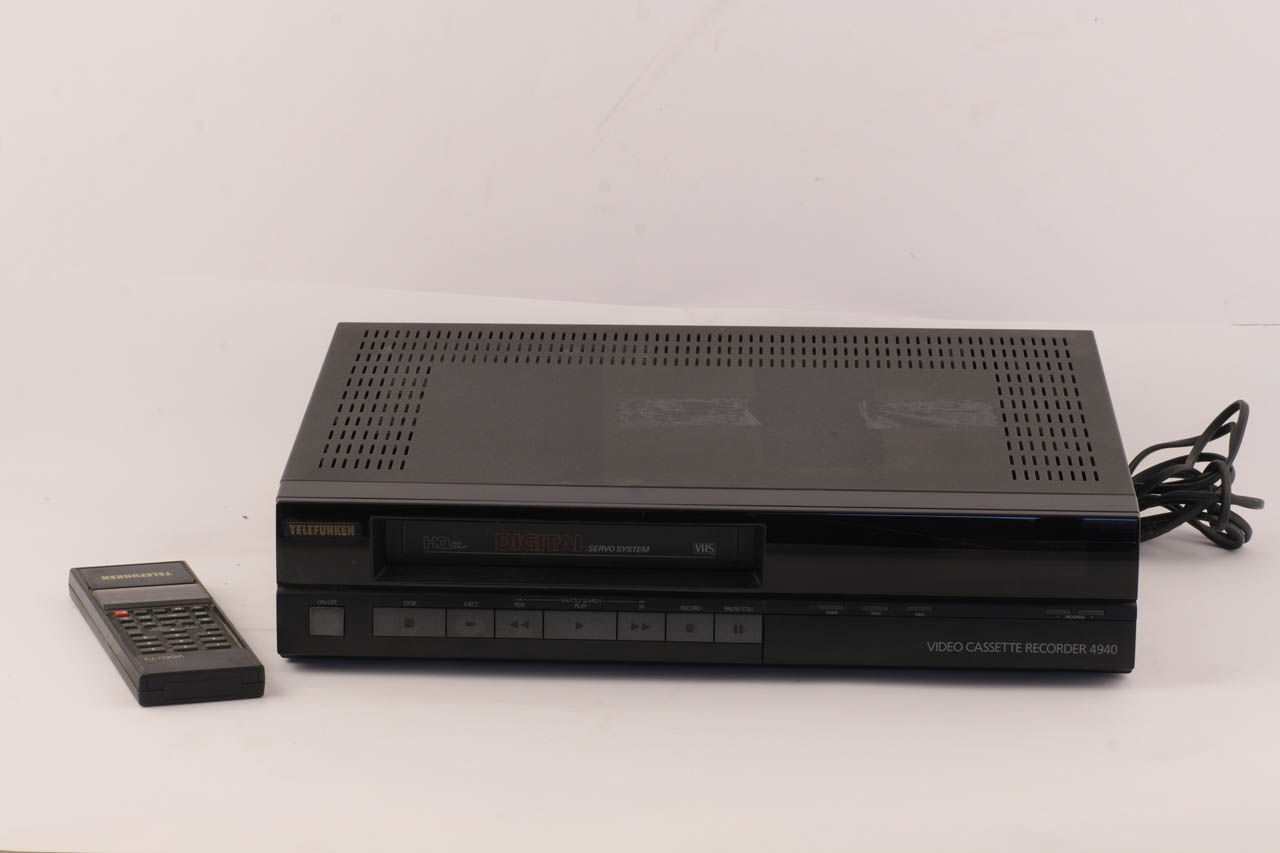
Videocassete Telefunken.

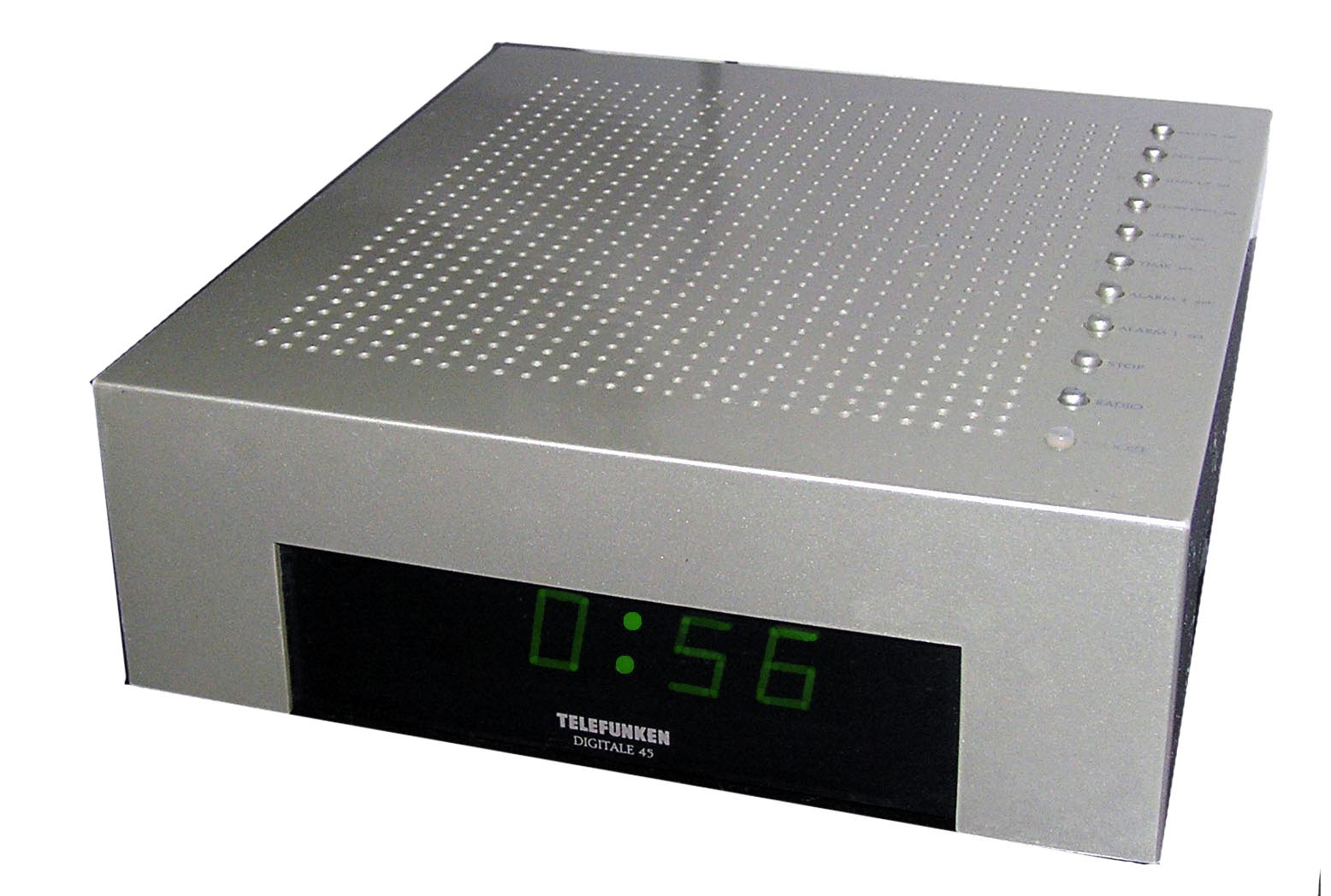
Despertador Telefunken de 1995

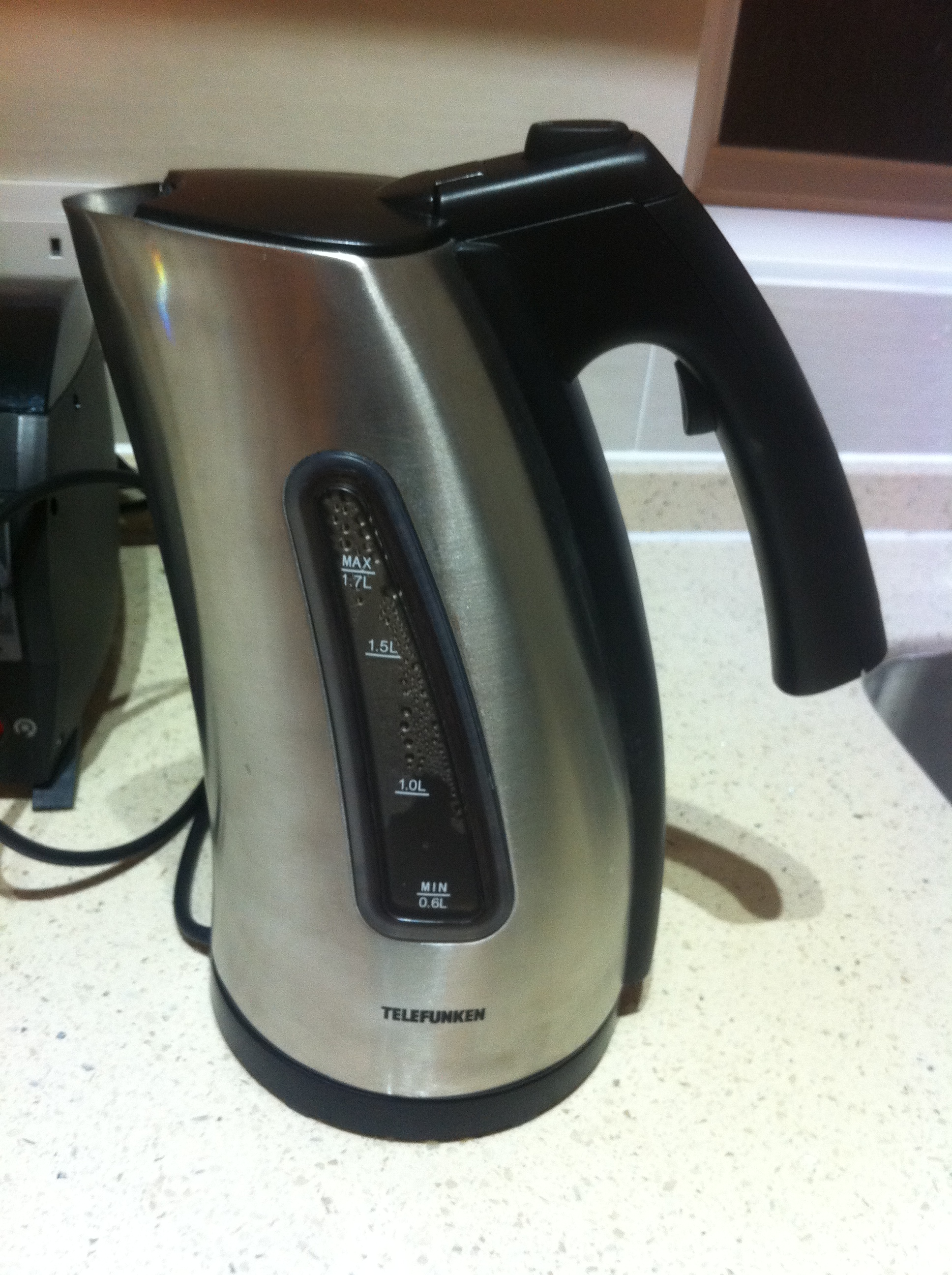
Chaleira elétrica Telefunken de 2011.

Dentre os projetos realizados pela Telefunken, existe um espectro de produtos extenso de dispositivos e sistemas produzidos entre 1903 a 1996:  
- Computador
- Redes de comunicações de dados
- Computador digital para técnica de troca, controle de tráfico de ar, aplicações científicas, militares,  * Dispositivos elétricos
- Equipamento de estúdio
- Sistemas de orientação de vôo
- Desenvolvimento de sistemas de orientação de armas
- Rádio e comunicação de dados para aplicações do exército
- Semicondutor, circuitos, células solares, módulos infravermelhos,
- Engenharia de rádio móvel
- Tape decks e videodisco
- Instalações de radar por terra, para monitoramento de avião e navio
- Receptor para Rádio e TELEVISÃO
- Tubos para televisão
- Tecnologia de rádio por satélite
- Gravação
- Transmissor para radiodifusão e televisão
- Reconhecimento de fala
- Telefone, tráfego para back bone, tecnologia de cabo